# Andyrobertsita
La andyrobertsita es un mineral arsenato, por tanto de la clase 8 de los llamados minerales fosfatos. Fue encontrado en la mina Tsumeb, en Namibia, y fue nombrado en honor de Andrew C. Roberts (n. 1950),  mineralogista canadiense del Geological Survey of Canada  especialista en catalogar nuevos minerales de paragénesis secundaria.

## Características químicas
Químicamente es el equivalente con cadmio de la calcioandyrobertsita, mineral con la misma estructura y que pueden encontrarse asociados, siendo los dos extremos de una serie de solución sólida. En la imagen de la derecha las tonalidades azules son de andyrobertsita mientras que las verdes son de calcioandyrobertsita.